# فيل ستيرن
فيل ستيرن (بالإنجليزية: Phil Stern)‏ هو مصور أمريكي، ولد في 3 سبتمبر 1919 في فيلادلفيا في الولايات المتحدة، وتوفي في 13 ديسمبر 2014 في لوس أنجلوس في الولايات المتحدة بسبب نفاخ رئوي.

## وصلات خارجية
- فيل ستيرن على موقع IMDb (الإنجليزية)
- فيل ستيرن على موقع ميوزك برينز (الإنجليزية)
- فيل ستيرن على موقع ديسكوغز (الإنجليزية)
- فيل ستيرن على موقع كينوبويسك (الروسية)